# セガクラシック アーケードコレクション
『セガクラシック アーケードコレクション』は、1993年4月23日にセガから発売されたメガCD用オムニバスゲームソフト。過去に発売されたセガのアーケードゲーム・メガドライブ用のソフトを収録している。
当初は「メガCD+1」のおまけソフトだったが後に市販化された。海外で発売されたバージョンでは『スーパーモナコGP』も収録された。

## ゲーム
収録されているセガのゲームタイトルは以下の通り。

### 収録タイトル
- ゴールデンアックス（アーケード、メガドライブ）
  - メガドライブのカートリッジ版との違いは、2人同時プレイが不可、BGMはCD-DAからアーケード版の音源のものを再生、ボイス関連の差し替えなどがある。
- ザ・リベンジ・オブ・シノビ（メガドライブ）
- コラムス（アーケード、メガドライブ）
- ストリート・オブ・レイジ（メガドライブ）
- スーパーモナコGP（アーケード、メガドライブ ※海外版のみ収録）